# Daniel Liw
Daniel Liw, född 24 januari 1979, var en svensk bandyspelare som bland annat har spelat för svenska Edsbyns IF. Han bröt kontraktet med ryska Dynamo Moskva i oktober 2007 för att lånas ut till Edsbyns IF. Han valde att lägga skridskorna på hyllan den 27 maj 2018 och hann att vinna 2 till sm-guld (2017-2018) med Edsbyn innan la av. 

## Klubbar
| Klubb         | År        |
| ------------- | --------- |
| Västerås SK   | 1997–1999 |
| Hammarby IF   | 1999–2001 |
| Edsbyns IF    | 2001–2006 |
| Dynamo Moskva | 2006–2007 |
| Edsbyns IF    | 2007–2018 |